# Akagyemik Szergej Koroljov
Az Akagyemik Szergej Koroljov (oroszul: Академик Сергей Королёв) szovjet űrkutatási távközlési, kutató- és mérőhajó. 1970-ben bocsátották vízre. A Szovjet Tudományos Akadémia üzemeltette. Főként az Atlanti-óceánon tevékenykedett, a szovjet űrprogramok kiszolgálására alkalmazták. Honi kikötője Odessza volt. A Szovjetunió felbomlása után a hajó Ukrajnához került és többé nem használták. 1996-ban szétbontották.

## Története
A hajót kifejezetten az űreszközök nyomon követésére, pályájuk mérésére, kommunikációra, telemetriai adatainak vételére, kommunikációra tervezték és építették. Ez a volt a Szovjetunió űrhajózási tudományos és kutatóhajó-flottájának első tagja, amellyel a a szárazföldi állomások korlátozott hatókörét ki tudták terjeszteni az óceánokra is, A Kapitan Kusnarenko osztályú (Projekt 1568 Feodoszija) teherhajón alapul. A hajótest a teherhajóból ered, a felépítmény azonban jelentősen különbözik a hajó feladatköréből adódóan. A hajó egyúttal átjátszóállomás is volt, Molnyija műholdakon keresztül állt kapcsolatban a repülésirányító központtal. Ehhez a hajón azt kellett biztosítani, hogy az antennái pontosan kövesség a vételkörzetében tartózkodó űrhajót, illetve a távközlési műholdakat.
Az SZKP KB és a Szovjetunió Minisztertanácsa 1968-ban bízta meg a Csornomorszudprojekt tervezőirodát a hajó kifejlesztésével. A projekt főkonstruktőre Szergej Mitrofanovics Kozlov volt, mellette fontos szerepet játszott helyettese, Jurij Teodorovics Kamenyeckij is. A rövid határidő és a hajógyárak leterheltsége miatt egy már meglévő és építés alatt álló hajótípus továbbfejlesztésből indultak ki. Így agy félkész hajót vettek alapul, amelyre más felépítményt terveztek. A berendezések elhelyezéséhez szükséges nagyobb térszükséglet miatt a hajótestet meghosszabbították, a középső részébe egy 12,3 m-es részt toldottak be. Az új hajó végül egy saját típusjelzést kapott, ez lett a Projekt 1908 Kanopusz.
A hajó építését a nyikolajevi (ma: Mikolajiv) Fekete-tengeri Hajógyár azon részlege végezte, amely korábban a Leningrád és Moszkva helikopterhordozókat is készítette. A munkálatok felgyorsítása érdekében a tervezés és az építés párhuzamosan haladt. A munkára a hajógyár legtapasztaltabb szakembereit gyűjtötték össze. Az építési munkálatokat Ivan Ioszifovics Vinnyik irányította. A hajó létrehozásában több mint 200 vállalat, tervezőiroda és tudományos intézmény vett részt.